# Биси сир Фле
Биси сир Фле (фр. Bissy-sur-Fley) насеље је и општина у источном делу централне Француске у региону Бургоња, у департману Саона и Лоара која припада префектури Шалон сир Саон.
По подацима из 2011. године у општини је живело 103 становника, а густина насељености је износила 21,46 становника/km². Општина се простире на површини од 4,8 km². Налази се на средњој надморској висини од 316 метара (максималној 406 m, а минималној 274 m).

## Демографија
| 1962. | 1968. | 1975. | 1982. | 1990. | 1999. | 2011. |
| ----- | ----- | ----- | ----- | ----- | ----- | ----- |
| 122   | 129   | 93    | 77    | 71    | 72    | 103   |

График промене броја становника у току последњих година